# Guilgameix i Aga
Guilgameix i Aga és un poema sumeri que data de finals del tercer mil·lenni abans de la nostra era. S'hi explica la lluita entre Aga, rei de Kix, la ciutat que dominava la Baixa Mesopotàmia, i Guilgameix, rei d'Uruk, el seu rival que rebutja el domini del regne de Kix. Aga va enviar missatgers a Uruk exigint que Guilgameix es posés a les seves ordres i es convertís en el seu vassall. El rei d'Uruk va convocar als ancians de la ciutat i als seus consellers. Els ancians proposaven la submissió mentre els consellers, més joves, decidien no fer cas de l'amenaça. Aga va assetjar la ciutat d'Uruk amb el seu exèrcit, però va trobar una forta resistència.
Guilgameix va derrotar l'enemic i va fer presoner al rei, però va recordar quan en un altre temps Aga el va acollir i li va donar hospitalitat, i decideix posar-lo en llibertat perquè era un rei bondadós.
Aga, com Guilgameix, sembla que va ser un rei històric, fill de Mebaragesi. La història els considera els dos últims reis de la Primera dinastia de Kix, al voltant del 2600 aC.